# 駒里號誌站
駒里號誌站（日语：／ Komasato shingōjō */?）位於日本北海道千歲市駒里，是北海道旅客鐵道（JR北海道）石勝線上的號誌站。

## 車站構造
號誌站距離路線起點的南千歲約5.4公里。站區兩端的轉轍器設有防雪廊（snow shelter），防止大雪凍結轉轍器。設計之初預定設置車站，並辦理客運業務，但後來此構想沒有實現。
設站以來就一直是沒有設置站務人員的無人號誌站。

## 車站周邊
號誌站周圍地區全為為廣大的牧場與農田，僅有少數農舍散落期間。號誌站的正北方約2公里處是隸屬於陸上自衛隊的東千歲駐屯地，正西方二至三公里處，則可見到新千歲機場。
- 千歲市立駒里小中學

## 历史
- 1981年（昭和56年）10月1日 - 日本國有鐵道石勝線駒里號誌站設立。
- 1987年（昭和62年）4月1日 - 國鐵分割民營化後，由JR北海道接收管理。

## 相鄰車站
北海道旅客鐵道（JR北海道）
■石勝線
南千歲（H14）－（駒里信號場）－（西早來信號場）－追分（K15）

## 外部連結
- 駒里號誌站 （页面存档备份，存于）

42°48′13″N 141°44′4″E / 42.80361°N 141.73444°E